# Dienstgrade der Feuerwehr in der Schweiz
Im Gegensatz zu den Dienstgraden der Feuerwehr in Deutschland und Österreich sind die Dienstgrade der Schweizer Feuerwehren an die militärischen Dienstgrade der Schweizer Armee (vor 2003) angelehnt.
Die Funktionen der einzelnen Dienstgrade können sich je nach Kanton und Feuerwehr unterscheiden. Daher sind die aufgeführten Funktionen auch nur als grober Richtwert angegeben.
Sie lauten:
|                                | | | |                                                       |                                                            |
| Funktion: - Feuerwehrinspektor | Funktion: - Stv. Feuerwehrinspektor - Kommandant Chemiewehr-Stützpunkt - Kommandant Berufsfeuerwehr | Funktion: - Kommandant Stützpunktfeuerwehr - Stv. Kommandant Chemiewehr-Stützpunkt - je nach Kanton: Feuerwehrinstruktor | Funktion: - Kommandant Ortsfeuerwehr - Stv. Kommandant Stützpunktfeuerwehr - je nach Kanton: Feuerwehrinstruktor | Funktion: - Stv. Kommandant Ortsfeuerwehr - Zugführer | Funktion: - Zugführer - Stv. Zugführer - Chef Spezialisten |

|                                                                                              |                          |                                          |                                                               |                           |
| Funktion: - Offizieranwärter mit Offiziersausbildung - Unteroffizier mit besonderen Aufgaben | Funktion: - Materialwart | Funktion: - Administration / Sekretariat | Funktion: - Stv. Zugführer - Gruppenführer - Offizieranwärter | Funktion: - Gruppenführer |

|                                                                                 | alternativ je nach Feuerwehr auch:  | alternativ je nach Feuerwehr auch ohne Abzeichen   |
| AdF* ohne zusätzliche Ausbildung mit besonderen Aufgaben oder langer Dienstzeit | AdF* (mit und ohne Grundausbildung) | neueingeteilte AdF* (mit und ohne Grundausbildung) |

*Angehöriger der Feuerwehr
Da die Schweizer Feuerwehren kantonal organisiert sind, gibt es keine höheren Grade. Sehr vereinzelt gibt es Abweichungen bei den Dienstgraden. So wurde im Jahr 2018 im Aargau ein Feuerwehrmann aufgrund seiner überragenden Leistungen zum Obergefreiten befördert. Dies ist jedoch ein äusserst seltener Vorgang.
Im Kanton Zürich regeln die Vollzugsvorschriften für das Feuerwehrwesen die Dienstgrade.
Im Kanton Schaffhausen regeln die kantonale Brandschutzverordnung die Dienstgrade.
Die Gradabzeichen sind den Schulterklappen der Schweizer Armee (Patten genannt) sehr ähnlich. Ihre Grundfarbe ist schwarz. Lediglich bei den Unteroffiziersabzeichen bestehen Unterschiede beim Emblem in der Mitte. Bei den meisten Feuerwehren handelt es sich um ein Schweizerkreuz, welches vor zwei gekreuzten Äxten abgebildet ist und von einem Lorbeerkranz umgeben ist. In manchen Gemeinden ist zusätzlich das Gemeindewappen, das Logo der Feuerwehrorganisation oder der Schriftzug «FEUERWEHR» auf den Patten ersichtlich. In gewissen Kantonen und Gemeinden ist es auch möglich, dass die Abzeichen nicht in gelb (gold) bestickt sind, sondern in weiss (silber).